# Elkanah Angwenyi
Elkanah Onkware Angwenyi (Nyamira, 5 februari 1983) is een Keniaanse middellangeafstandsloper, die is gespecialiseerd in de 1.500 m.
Hij is geboren als achtste kind in een gezin van acht kinderen (alleen zonen) en begon met hardlopen tijdens zijn schooltijd. In 2001 was hij klaar met school en ging hij bij de Keniaanse politie. In 2006 won een bronzen medaille op de WK indoor in Moskou op de 1500 m in 3.42,98.
Angwenyi is getrouwd en is vader van een zoon.

## Persoonlijke records
Outdoor
| Onderdeel | Prestatie | Datum         | Plaats            |
| --------- | --------- | ------------- | ----------------- |
| 800 m     | 1.46,3    | 19 maart 2005 | Kakamega          |
| 1.000 m   | 2.15,09   | 9 juni 2006   | Villeneuve-d'Ascq |
| 1.500 m   | 3.31,97   | 14 juli 2006  | Rome              |
| 1 mijl    | 3.53,05   | 4 juni 2005   | Eugene            |
| 3.000 m   | 7.43,28   | 5 juni 2004   | Gresham           |

Indoor
| Onderdeel | Prestatie | Datum           | Plaats    |
| --------- | --------- | --------------- | --------- |
| 1.000 m   | 2.22,22   | 2 februari 2006 | Stockholm |
| 1.500 m   | 3.41,63   | 10 maart 2006   | Moskou    |
| 1 mijl    | 3.54,23   | 29 januari 2005 | Boston    |

## Prestaties

### Kampioenschappen
| Jaar | Wedstrijd                   | Plaats    | Resultaat | Tijd    |
| ---- | --------------------------- | --------- | --------- | ------- |
| 2006 | WK indoor                   | Moskou    | 3e        | 3.42,98 |
|      | Afrikaanse kampioenschappen | Bambous   | 8e        | 3.48,69 |
|      | Wereldatletiekfinale        | Stuttgart | 8e        | 3.34,37 |

### Golden League-podiumplekken
| Jaar | Wedstrijd | Plaats  | Resultaat | Tijd    |
| ---- | --------- | ------- | --------- | ------- |
| 2006 | ISTAF     | Berlijn | 3e        | 3.34,23 |